# Paweł Baumann
Paweł Baumann (* 11. Juni 1983 in Posen; † 21. Oktober 2016 in Zielonka) war ein polnischer Kanute.

## Leben
Paweł Baumann nahm während seiner Karriere im Kanurennsport an diversen Großereignissen teil. Er war hierbei Teil des polnischen Kajak-Vierers. Baumann, der während seiner Karriere Berufssoldat war, nahm an den Olympischen Sommerspielen 2004 in Athen und 2008 in Peking teil. Anders als bei Weltmeisterschaften, wo er zweimal Silber gewann, verfehlte er mit dem Team hier Medaillen. Platz 6 in Peking war sein bestes Ergebnis. Nach seinem Karriereende arbeitete Baumann in der Baubranche. Am 21. Oktober 2016 rutschte er auf einer Baustelle aus und zog sich hierbei tödliche Verletzungen zu.
Paweł Baumann war mit der Kanutin und Olympiasiegerin Elżbieta Urbańczyk verheiratet.